# Спарта-КТ
«Спарта-КТ» — крымский футбольный клуб из Молодёжного. Выступает в Премьер-лиге Крымского футбольного союза. Домашней ареной являлся стадион «КТ Спорт Арена».

## История
Команда «Спарта-КТ» основана Александром Васильевым в 2021 году в качестве фарм-клуба «Крымтеплицы», выступавшей в Премьер-лиге Крымского футбольного союза, но отказавшейся от участия в ней в сезоне 2021/22 из-за проблем с финансированием. Сама «Спарта-КТ» была заявлена в сезоне 2021/22 для участия в Открытом чемпионате Крыма, где выступают любительские коллективы. В марте 2022 года «Спарта-КТ» стала победителем турнира «Крымский подснежник». По итогам крымского чемпионата команда заняла четвёртое место. В результате того, что «Ялта», занявшая второе место, отказалась от участия в переходных играх за право выступать в Премьер-лиге КФС в сезоне 2022 года, а ставший третьим УОР, являлся фарм-клубом «ТСК-Таврии», то право сыграть в стыковых матчах получила «Спарта-КТ». По итогам двухматчевого противостояния с керченским «Океаном» молодёжненцы оказались слабее (0:1, 2:2). Тем не менее, в связи с отказам ФК «Евпатория» от участия в чемпионате, вакантное место было передано «Спарте-КТ», которая и была утверждена в качестве участника Премьер-лиги КФС.

## Главные тренеры
- Александр Шудрик (2021—2023)[8]
- Сергей Мельник (2023 — н. в.)[9]

## Статистика
| Сезон   | Дивизион                 | Место в чемпионате | И  | В | Н | П | ГЗ | ГП | О  | Кубок      | Прим.  |
| ------- | ------------------------ | ------------------ | -- | - | - | - | -- | -- | -- | ---------- | ------ |
| 2021/22 | Открытый чемпионат Крыма | 4 из 8             | 20 | 7 | 4 | 9 | 34 | 42 | 25 |            | [ 10 ] |
| 2022    | Премьер-лига КФС         | 6 из 8             | 14 | 5 | 1 | 8 | 18 | 25 | 16 | 1/4 финала | [ 11 ] |
| 2023    | Премьер-лига КФС         |                    |    |   |   |   |    |    |    |            |        |